# 牟世金
牟世金（1928年7月19日—1989年6月19日），四川忠县人，古代文學理論研究專家，《文心雕龍》研究者。曾任中國《文心雕龍》學會常務理事及秘書長、中國古代文論學會常務理事、山東大學文科學術委員會主任、山東大學中文系學術委員會主任。

## 生平
1928年7月19日出生於四川省忠縣的一個贫民家庭。五歳入私塾。1946年到1948年，在四川省立萬縣師範學校就讀。1949年任四川省忠縣南寶中學語文教師。1950年1月至6月為中國人民解放軍第十一軍軍政大學學員。1950年8月至1955年5月，在青島海軍基地工作。1955年6月至1956年8月，在山東省供銷合作總社工作。1956年9月，考入山東大學中文系。1960年8月畢業，留校任教。1978年任講師，1980年晉升副教授，1983年晉升教授。1988年出任山東大學中文系主任，並被選拔為山東省專業技術拔尖人才。1989年6月19日逝世，享年六十一歲。